# Сельское поселение Старая Шентала
Сельское поселение Старая Шентала — муниципальное образование в Шенталинском районе Самарской области.
Административный центр — село Старая Шентала.

## Административное устройство
В состав сельского поселения Старая Шентала входят:
- село Багана,
- село Калиновка,
- село Крепость-Кондурча,
- село Старая Шентала,
- посёлок Кузьминовка,
- посёлок Родина,
- посёлок Фадеевка,
- посёлок Верхняя Хмелевка,
- посёлок Чёрная Речка,
- деревня Волчья,
- деревня Новая Шентала.